# Áras an Uachtaráin
Áras an Uachtaráin (littéralement : « maison du président ») est la résidence officielle du président d'Irlande. Elle est située à Dublin, dans le Phoenix Park.
Avant de devenir une résidence présidentielle, cette bâtisse était le lieu de résidence du vice-roi d'Irlande. Elle est alors connue sous le nom de Viceregal Lodge.

## Histoire
Le bâtiment originel a été dessiné par l'architecte Nathaniel Clements au milieu du XVIIIe siècle et acheté par l'administration du lord lieutenant d'Irlande (c'est-à-dire vice-roi, également connu sous ce titre) pour devenir sa résidence d'été dans les années 1780. Sa résidence officielle était située au château de Dublin. Plus tard, la maison située dans le parc devient la résidence vice-royale où il a logé régulièrement à partir des années 1820. En début d'année, (de janvier à la fête de la Saint-Patrick en mars), il habitait au château de Dublin.
En 1911, une extension importante de la maison est construite pour la visite du roi George V et la reine Mary. Après la création de l'État libre d'Irlande en 1922, les fonctions de lord-lieutenant sont supprimées. Le nouvel État propose de loger le représentant de la couronne britannique, Tim Healy, dans une nouvelle résidence plus petite, mais, à cause des menaces de mort de l'Armée républicaine irlandaise, il est temporairement installé dans la résidence vice-royale.
Le bâtiment a été alors surnommé « La Case de l'oncle Tim » (« Uncle Tim's Cabin »), d'après le célèbre roman américain La Case de l'oncle Tom (Uncle Tom's Cabin) d'Harriet Beecher Stowe. Il est resté la résidence du gouverneur général de l'État libre d'Irlande jusqu'en 1932, quand le nouveau gouverneur général, Domhnall Ua Buachalla, est installé dans une maison privée louée spécialement dans le sud de Dublin.
Après la création de la fonction de président de la République irlandaise en 1937, le premier président, Douglas Hyde, décide d'habiter temporairement l'ancienne résidence vice-royale, alors qu'il est prévu de construire une véritable résidence présidentielle. Ces projets sont abandonnés lors de la Seconde Guerre mondiale et cette maison est demeurée la résidence officielle du chef de l'État.